# Mistrzostwa Europy w Piłce Ręcznej Mężczyzn 2016 (eliminacje)
Kwalifikacje do Mistrzostw Europy w Piłce Ręcznej Mężczyzn 2016 – dwuetapowe rozgrywki, mające na celu wyłonienie piętnastu męskich reprezentacji narodowych w piłce ręcznej, które wystąpią w finałach tego turnieju.

## Informacje ogólne
Turniej finałowy organizowanych przez EHF mistrzostw Europy odbędzie się w styczniu 2016 roku w Polsce i weźmie w nim udział szesnaście drużyn. Chęć udziału w imprezie w wyznaczonym terminie 11 czerwca 2012 roku wyraziło trzydzieści osiem narodowych reprezentacji, z których automatycznie do mistrzostw zakwalifikowała się reprezentacja Polski jako organizator imprezy. O pozostałych piętnaście miejsc rywalizowało zatem w kwalifikacjach trzydzieści siedem drużyn.

## Zakwalifikowane zespoły
| Reprezentacja      | Podstawa kwalifikacyjna             | Mistrzostwa 2014 |
| ------------------ | ----------------------------------- | ---------------- |
| Polska             | Gospodarz                           | 6. miejsce       |
| Chorwacja          | 1. miejsce w 1 grupie eliminacyjnej | 4. miejsce       |
| Norwegia           | 2. miejsce w 1 grupie eliminacyjnej | 14. miejsce      |
| Dania              | 1. miejsce w 2 grupie eliminacyjnej | 2. miejsce       |
| Białoruś           | 2. miejsce w 2 grupie eliminacyjnej | 12. miejsce      |
| Szwecja            | 1. miejsce w 3 grupie eliminacyjnej | 7. miejsce       |
| Słowenia           | 2. miejsce w 3 grupie eliminacyjnej | –                |
| Islandia           | 1. miejsce w 4 grupie eliminacyjnej | 5. miejsce       |
| Serbia             | 2. miejsce w 4 grupie eliminacyjnej | 13. miejsce      |
| Węgry              | 1. miejsce w 5 grupie eliminacyjnej | 8. miejsce       |
| Rosja              | 2. miejsce w 5 grupie eliminacyjnej | 9. miejsce       |
| Francja            | 1. miejsce w 6 grupie eliminacyjnej | Mistrzostwo      |
| Macedonia Północna | 2. miejsce w 6 grupie eliminacyjnej | 10. miejsce      |
| Hiszpania          | 1. miejsce w 7 grupie eliminacyjnej | 3. miejsce       |
| Niemcy             | 2. miejsce w 7 grupie eliminacyjnej | –                |
| Czarnogóra         | Najlepszy zespół z 3. miejsca       | 16. miejsce      |

## Faza 1
Po raz pierwszy został zastosowany (uzgodniony na początku 2012 roku) nowy system kwalifikacji w pierwszej fazie – obejmowała ona bowiem dziewięć najniżej rozstawionych reprezentacji, podzielonych na trzy grupy po trzy zespoły. Rywalizowały one systemem kołowym w październiku/listopadzie 2012 oraz kwietniu i czerwcu 2013 roku. Zwycięzcy grup spotkali się następnie w fazie play-off z trzema najsłabszymi zespołami z siedmiu grup drugiej fazy eliminacji do EURO 2014. Zwycięzcy dwumeczów, które odbyły się 2/3 oraz 5/6 kwietnia 2014 roku, awansowali do drugiej fazy eliminacji.

### Losowanie
Losowanie grup fazy 1 odbyło się 23 czerwca 2012 roku w Monako. Dziewięć zespołów uczestniczących w tym etapie zostało podzielonych na koszyki według rankingu EHF obejmującego wyniki pierwszej fazy eliminacji do EURO 2014 oraz fazy grupowej eliminacji do MŚ 2013.
| Koszyk 1  |
| --------- |
| Grecja    |
| Estonia   |
| Finlandia |

| Koszyk 2 |
| -------- |
| Włochy   |
| Cypr     |
| Belgia   |

| Koszyk 3        |
| --------------- |
| Luksemburg      |
| Wielka Brytania |
| Irlandia        |

W wyniku losowania wyłonione zostały trzy grupy po trzy zespoły.
| Grupa 1    |
| ---------- |
| Finlandia  |
| Cypr       |
| Luksemburg |

| Grupa 2         |
| --------------- |
| Grecja          |
| Włochy          |
| Wielka Brytania |

| Grupa 3  |
| -------- |
| Estonia  |
| Belgia   |
| Irlandia |

### Grupa A
| 31 października 201219:00 | Finlandia           | 28:21(12:11) | Luksemburg      | Sisu Arena, Karis Widzów: 903 Sędzia: Jure Cvetko, Brstin Kavalar |
| 31 października 201219:00 | Andreas Rönnberg 10 | 28:21(12:11) | 5 Martin Müller | Sisu Arena, Karis Widzów: 903 Sędzia: Jure Cvetko, Brstin Kavalar |
| 31 października 201219:00 | 3× · 3×             | 28:21(12:11) | 3× · 3×         | Sisu Arena, Karis Widzów: 903 Sędzia: Jure Cvetko, Brstin Kavalar |

| 4 listopada 201218:00 | Cypr             | 21:26(7:13) | Finlandia    | Cyprus College Athletic Centre, Nikozja Widzów: 300 Sędzia: Emil Aghakishi, Ernest Aghakishi |
| 4 listopada 201218:00 | Julios Argyrou 7 | 21:26(7:13) | 6 Antti Valo | Cyprus College Athletic Centre, Nikozja Widzów: 300 Sędzia: Emil Aghakishi, Ernest Aghakishi |
| 4 listopada 201218:00 | 5× · 3×          | 21:26(7:13) | 5× · 3×      | Cyprus College Athletic Centre, Nikozja Widzów: 300 Sędzia: Emil Aghakishi, Ernest Aghakishi |

| 3 kwietnia 201319:30 | Luksemburg       | 16:17(7:9) | Cypr             | Centre National Sportif et Culturel, Luksemburg Widzów: 500 Sędzia: Aleksandrs Rutkovskis, Uldis Dzerve |
| 3 kwietnia 201319:30 | Vladimir Šarac 5 | 16:17(7:9) | 3 Julios Argyrou | Centre National Sportif et Culturel, Luksemburg Widzów: 500 Sędzia: Aleksandrs Rutkovskis, Uldis Dzerve |
| 3 kwietnia 201319:30 | 1× · 2×          | 16:17(7:9) | 3× · 2×          | Centre National Sportif et Culturel, Luksemburg Widzów: 500 Sędzia: Aleksandrs Rutkovskis, Uldis Dzerve |

| 6 kwietnia 201317:00 | Luksemburg      | 24:24(9:14) | Finlandia        | Centre National Sportif et Culturel, Luksemburg Widzów: 1300 Sędzia: Michalis Tzaferopoulos, Andreas Bethmann |
| 6 kwietnia 201317:00 | Martin Müller 8 | 24:24(9:14) | 5 Teemu Tamminen | Centre National Sportif et Culturel, Luksemburg Widzów: 1300 Sędzia: Michalis Tzaferopoulos, Andreas Bethmann |
| 6 kwietnia 201317:00 | 2× · 3×         | 24:24(9:14) | 3× · 3×          | Centre National Sportif et Culturel, Luksemburg Widzów: 1300 Sędzia: Michalis Tzaferopoulos, Andreas Bethmann |

| 12 czerwca 201320:00 | Cypr             | 22:36(15:17) | Luksemburg      | Cyprus College Athletic Centre, Nikozja Widzów: 500 Sędzia: Marco Di Domenico, Lorenzo Fornasier |
| 12 czerwca 201320:00 | Julios Argyrou 9 | 22:36(15:17) | 6 Alain Poeckes | Cyprus College Athletic Centre, Nikozja Widzów: 500 Sędzia: Marco Di Domenico, Lorenzo Fornasier |
| 12 czerwca 201320:00 | 3× · 3×          | 22:36(15:17) | 5× · 3×         | Cyprus College Athletic Centre, Nikozja Widzów: 500 Sędzia: Marco Di Domenico, Lorenzo Fornasier |

| 15 czerwca 201317:30 | Finlandia         | 35:17(19:6) | Cypr                                              | Varuboden Areena, Kirkkonummi Widzów: 713 Sędzia: Said Bounouara, Khalid Sami |
| 15 czerwca 201317:30 | Teemu Tamminen 10 | 35:17(19:6) | 4 Constantinos Constantinou · 4 Yiannos Nikiforou | Varuboden Areena, Kirkkonummi Widzów: 713 Sędzia: Said Bounouara, Khalid Sami |
| 15 czerwca 201317:30 | 5× · 3×           | 35:17(19:6) | 6× · 3×                                           | Varuboden Areena, Kirkkonummi Widzów: 713 Sędzia: Said Bounouara, Khalid Sami |

### Grupa B
| 31 października 201217:30 | Grecja            | 43:14(17:8) | Wielka Brytania                      | Indoor Sports Hall „George Galanopoulos”, Lutraki Widzów: 1200 Sędzia: Stephen Martens, Angelo Verdonck |
| 31 października 201217:30 | Sawas Karipidis 7 | 43:14(17:8) | 5 Gawain Vincent · 5 Ciaran Williams | Indoor Sports Hall „George Galanopoulos”, Lutraki Widzów: 1200 Sędzia: Stephen Martens, Angelo Verdonck |
| 31 października 201217:30 | 3× · 3×           | 43:14(17:8) | 2× · 3× · 1×                         | Indoor Sports Hall „George Galanopoulos”, Lutraki Widzów: 1200 Sędzia: Stephen Martens, Angelo Verdonck |

| 3 listopada 201220:00 | Włochy           | 25:31(17:14) | Grecja             | Palalavis, Lavis Widzów: 1100 Sędzia: Tomislav Cindric, Robert Gonzurek |
| 3 listopada 201220:00 | Michele Skatar 8 | 25:31(17:14) | 8 Grigoris Sanikis | Palalavis, Lavis Widzów: 1100 Sędzia: Tomislav Cindric, Robert Gonzurek |
| 3 listopada 201220:00 | 3× · 3×          | 25:31(17:14) | 4× · 3×            | Palalavis, Lavis Widzów: 1100 Sędzia: Tomislav Cindric, Robert Gonzurek |

| 4 kwietnia 201319:00 | Wielka Brytania  | 23:47(13:24) | Włochy           | Ravenscraig Regional Sports Facility, Motherwell Widzów: 450 Sędzia: Arnar Sigurjónsson, Svavar Petursson |
| 4 kwietnia 201319:00 | Steven Larsson 7 | 23:47(13:24) | 9 Michele Skatar | Ravenscraig Regional Sports Facility, Motherwell Widzów: 450 Sędzia: Arnar Sigurjónsson, Svavar Petursson |
| 4 kwietnia 201319:00 | 2× · 2×          | 23:47(13:24) | 2× · 2×          | Ravenscraig Regional Sports Facility, Motherwell Widzów: 450 Sędzia: Arnar Sigurjónsson, Svavar Petursson |

| 7 kwietnia 201315:00 | Wielka Brytania   | 20:32(12:16) | Grecja               | Crystal Palace National Sport Centre, Londyn Widzów: 600 Sędzia: Vadims Jaskins, Eduards Zabko |
| 7 kwietnia 201315:00 | Steven Larsson 10 | 20:32(12:16) | 7 Vyron Papadopoulos | Crystal Palace National Sport Centre, Londyn Widzów: 600 Sędzia: Vadims Jaskins, Eduards Zabko |
| 7 kwietnia 201315:00 | 1× · 3×           | 20:32(12:16) | 6× · 2×              | Crystal Palace National Sport Centre, Londyn Widzów: 600 Sędzia: Vadims Jaskins, Eduards Zabko |

| 12 czerwca 201320:00 | Włochy           | 37:26(18:13) | Wielka Brytania  | Palalavis, Lavis Widzów: 600 Sędzia: Erdoan Vitaku, Arsim Vitaku |
| 12 czerwca 201320:00 | Demis Radovcić 6 | 37:26(18:13) | 8 Steven Larsson | Palalavis, Lavis Widzów: 600 Sędzia: Erdoan Vitaku, Arsim Vitaku |
| 12 czerwca 201320:00 | 3× · 2×          | 37:26(18:13) | 2× · 3×          | Palalavis, Lavis Widzów: 600 Sędzia: Erdoan Vitaku, Arsim Vitaku |

| 15 czerwca 201319:00 | Grecja                  | 29:27(16:13) | Włochy            | Larissa Neapolis Arena, Larisa Widzów: 1500 Sędzia: Péter Horváth, Balázs Marton |
| 15 czerwca 201319:00 | Aleksandros Wasilakis 8 | 29:27(16:13) | 9 Pasquale Maione | Larissa Neapolis Arena, Larisa Widzów: 1500 Sędzia: Péter Horváth, Balázs Marton |
| 15 czerwca 201319:00 | 4× · 3×                 | 29:27(16:13) | 4× · 3×           | Larissa Neapolis Arena, Larisa Widzów: 1500 Sędzia: Péter Horváth, Balázs Marton |

### Grupa C
| 31 października 201218:30 | Estonia          | 44:13(20:4) | Irlandia        | Kehra Spordihoone, Kehra Widzów: 550 Sędzia: Peter Bol, Ed Van Eck |
| 31 października 201218:30 | Raido Peedomaa 7 | 44:13(20:4) | 4 Steffan Meyer | Kehra Spordihoone, Kehra Widzów: 550 Sędzia: Peter Bol, Ed Van Eck |
| 31 października 201218:30 | 3× · 3×          | 44:13(20:4) | 3× · 1×         | Kehra Spordihoone, Kehra Widzów: 550 Sędzia: Peter Bol, Ed Van Eck |

| 3 listopada 201220:30 | Belgia                            | 24:31(12:17) | Estonia            | Sportcentrum Dommelhof, Neerpelt Widzów: 1600 Sędzia: Daniel Martins, Roberto Accoto Martins |
| 3 listopada 201220:30 | Tim Houbrechts 5 · Ivan Kopljar 5 | 24:31(12:17) | 7 Martin Johannson | Sportcentrum Dommelhof, Neerpelt Widzów: 1600 Sędzia: Daniel Martins, Roberto Accoto Martins |
| 3 listopada 201220:30 | 3× · 3×                           | 24:31(12:17) | 1× · 2×            | Sportcentrum Dommelhof, Neerpelt Widzów: 1600 Sędzia: Daniel Martins, Roberto Accoto Martins |

| 4 kwietnia 201319:00 | Irlandia        | 12:28(8:11) | Belgia                | University College Dublin, Dublin Widzów: 250 Sędzia: Emil Aghakishi, Ernest Aghakishi |
| 4 kwietnia 201319:00 | Steffan Meyer 5 | 12:28(8:11) | 9 Thomas Cauwenberghs | University College Dublin, Dublin Widzów: 250 Sędzia: Emil Aghakishi, Ernest Aghakishi |
| 4 kwietnia 201319:00 | 1× · 3×         | 12:28(8:11) | 3× · 3×               | University College Dublin, Dublin Widzów: 250 Sędzia: Emil Aghakishi, Ernest Aghakishi |

| 6 kwietnia 201314:00 | Irlandia        | 15:45(6:21) | Estonia                                        | University College Dublin, Dublin Widzów: 260 Sędzia: Emil Aghakishi, Ernest Aghakishi |
| 6 kwietnia 201314:00 | Mark Ferguson 4 | 15:45(6:21) | 5 Janar Mägi · 5 Mait Patrail · 5 Kristo Voika | University College Dublin, Dublin Widzów: 260 Sędzia: Emil Aghakishi, Ernest Aghakishi |
| 6 kwietnia 201314:00 | 2× · 3×         | 15:45(6:21) | 4× · 3×                                        | University College Dublin, Dublin Widzów: 260 Sędzia: Emil Aghakishi, Ernest Aghakishi |

| 12 czerwca 201320:00 | Belgia             | 36:12(18:4) | Irlandia        | Hall des sports de la CET, Tournai Widzów: 200 Sędzia: Daniel Freitas, Cesar Carvalho |
| 12 czerwca 201320:00 | Gert-Jan Mathijs 8 | 36:12(18:4) | 4 Steffan Meyer | Hall des sports de la CET, Tournai Widzów: 200 Sędzia: Daniel Freitas, Cesar Carvalho |
| 12 czerwca 201320:00 | 2× · 3×            | 36:12(18:4) | 2× · 3×         | Hall des sports de la CET, Tournai Widzów: 200 Sędzia: Daniel Freitas, Cesar Carvalho |

| 16 czerwca 201318:00 | Estonia        | 32:23(14:11) | Belgia         | Viljandi Spordikeskus, Viljandi Widzów: 800 Sędzia: Anatoliy Novikov, Ruslan Perepilitsy |
| 16 czerwca 201318:00 | Mait Patrail 8 | 32:23(14:11) | 7 Ivan Kopljar | Viljandi Spordikeskus, Viljandi Widzów: 800 Sędzia: Anatoliy Novikov, Ruslan Perepilitsy |
| 16 czerwca 201318:00 | 4× · 3×        | 32:23(14:11) | 3× · 3×        | Viljandi Spordikeskus, Viljandi Widzów: 800 Sędzia: Anatoliy Novikov, Ruslan Perepilitsy |

## Play-off
Losowanie par w fazie play-off odbyło się 27 czerwca 2013 roku w siedzibie EHF w Wiedniu. Przed losowaniem sześć biorących udział w tej fazie reprezentacji zostało podzielonych na dwa koszyki. W pierwszym znalazły się trzy najsłabsze spośród zespołów, które zajęły czwarte miejsca w drugiej fazie eliminacji do EURO 2014, w drugim zaś zwycięzcy grup z pierwszej fazy eliminacyjnej.
| Koszyk 1             |
| -------------------- |
| Bośnia i Hercegowina |
| Rumunia              |
| Szwajcaria           |

| Koszyk 2  |
| --------- |
| Estonia   |
| Finlandia |
| Grecja    |

W wyniku losowania wyłonione zostały trzy pary, które rozegrały dwumecze w pierwszym tygodniu kwietnia 2014 roku. Zwycięsko wyszły z nich Finlandia, Szwajcaria oraz Bośnia i Hercegowina.
| Drużyna 1                            | Wynik dwumeczu | Drużyna 2            | Pierwszy mecz | Drugi mecz |
| ------------------------------------ | -------------- | -------------------- | ------------- | ---------- |
| Grecja                               | 45:55          | Bośnia i Hercegowina | 23:28         | 22:27      |
| Rumunia                              | 61:62          | Finlandia            | 32:30         | 29:32      |
| Estonia                              | 58:65          | Szwajcaria           | 26:34         | 32:31      |
| Po lewej gospodarz pierwszego meczu. |                |                      |               |            |

| 2 kwietnia 201419:00 | Grecja               | 23:28(10:13) | Bośnia i Hercegowina | Alexandreio Melathron, Saloniki Widzów: 600 Sędzia: Andreu Marín Lorente, Ignacio García Serradilla |
| 2 kwietnia 201419:00 | Vyron Papadopoulos 9 | 23:28(10:13) | 5 Nikola Prce        | Alexandreio Melathron, Saloniki Widzów: 600 Sędzia: Andreu Marín Lorente, Ignacio García Serradilla |
| 2 kwietnia 201419:00 | 3× · 3×              | 23:28(10:13) | 4× · 2×              | Alexandreio Melathron, Saloniki Widzów: 600 Sędzia: Andreu Marín Lorente, Ignacio García Serradilla |

| 2 kwietnia 201419:30 | Rumunia           | 32:30(16:14) | Finlandia          | Sala Sporturilor Concordia, Chiajna Widzów: 850 Sędzia: Athanasios Chaskis, Dimitrios Tsakonas |
| 2 kwietnia 201419:30 | Andrei Mihalcea 6 | 32:30(16:14) | 8 Andreas Rönnberg | Sala Sporturilor Concordia, Chiajna Widzów: 850 Sędzia: Athanasios Chaskis, Dimitrios Tsakonas |
| 2 kwietnia 201419:30 | 3× · 3×           | 32:30(16:14) | 5× · 3×            | Sala Sporturilor Concordia, Chiajna Widzów: 850 Sędzia: Athanasios Chaskis, Dimitrios Tsakonas |

| 2 kwietnia 201420:00 | Estonia          | 26:34(13:18) | Szwajcaria                                            | Kalevi spordihall, Tallinn Widzów: 700 Sędzia: Csaba Kekes, Pal Kekes |
| 2 kwietnia 201420:00 | Dener Jaanimaa 6 | 26:34(13:18) | 7 David Graubner · 7 Manuel Liniger · 7 Nicolas Raemy | Kalevi spordihall, Tallinn Widzów: 700 Sędzia: Csaba Kekes, Pal Kekes |
| 2 kwietnia 201420:00 | 9× · 3× · 1×     | 26:34(13:18) | 6× · 2×                                               | Kalevi spordihall, Tallinn Widzów: 700 Sędzia: Csaba Kekes, Pal Kekes |

| 4 kwietnia 201420:00 | Szwajcaria     | 31:32(16:14) | Estonia        | Sporthalle Kreuzbleiche, St. Gallen Widzów: 2250 Sędzia: Csaba Kekes, Pal Kekes |
| 4 kwietnia 201420:00 | Andre Schmid 8 | 31:32(16:14) | 7 Mait Patrail | Sporthalle Kreuzbleiche, St. Gallen Widzów: 2250 Sędzia: Csaba Kekes, Pal Kekes |
| 4 kwietnia 201420:00 | 5× · 3×        | 31:32(16:14) | 3× · 3×        | Sporthalle Kreuzbleiche, St. Gallen Widzów: 2250 Sędzia: Csaba Kekes, Pal Kekes |

| 5 kwietnia 201416:05 | Finlandia        | 32:29(15:13) | Rumunia       | Sisu Arena, Karis Widzów: 720 Sędzia: Andre Hansen, Oistein Pettersen |
| 5 kwietnia 201416:05 | Teemu Tamminen 8 | 32:29(15:13) | 9 Ionut Ramba | Sisu Arena, Karis Widzów: 720 Sędzia: Andre Hansen, Oistein Pettersen |
| 5 kwietnia 201416:05 | 5× · 3×          | 32:29(15:13) | 6× · 3×       | Sisu Arena, Karis Widzów: 720 Sędzia: Andre Hansen, Oistein Pettersen |

| 5 kwietnia 201420:15 | Bośnia i Hercegowina                                                                              | 27:22(17:12) | Grecja                                    | Sportska dvorana, Cazin Widzów: 2500 Sędzia: Stevann Pichon, Laurent Reveret |
| 5 kwietnia 201420:15 | Damir Halilković 4 · Dejan Malinović 4 · Josip Perić 4 · Muhamed Toromanović 4 · Faruk Vrazalić 4 | 27:22(17:12) | 4 Vyron Papadopoulos · 4 Dimitrios Tziras | Sportska dvorana, Cazin Widzów: 2500 Sędzia: Stevann Pichon, Laurent Reveret |
| 5 kwietnia 201420:15 | 2× · 5×                                                                                           | 27:22(17:12) | 3× · 3×                                   | Sportska dvorana, Cazin Widzów: 2500 Sędzia: Stevann Pichon, Laurent Reveret |

## Faza 2
W drugiej fazie odbył się właściwy turniej eliminacyjny z udziałem 28 reprezentacji podzielonych na siedem grup po cztery zespoły. Awans do turnieju finałowego Mistrzostw Europy uzyskali zwycięzcy grup oraz drużyny z drugiego miejsca, a także najlepszy zespół spośród tych z trzecich miejsc. Prócz czołowej dwójki z każdej z grup awans uzyskała Czarnogóra, która miała najlepszy bilans wśród drużyn uplasowanych na trzecich lokatach.

### Losowanie
Losowanie grup zaplanowano w Centrum Olimpijskim w Warszawie na 11 kwietnia 2014 roku. Przed losowaniem drużyny zostały podzielone na cztery koszyki według rankingu EHF.
| Koszyk 1  |
| --------- |
| Dania     |
| Hiszpania |
| Chorwacja |
| Francja   |
| Serbia    |
| Węgry     |
| Słowenia  |

| Koszyk 2           |
| ------------------ |
| Islandia           |
| Niemcy             |
| Macedonia Północna |
| Rosja              |
| Szwecja            |
| Białoruś           |
| Norwegia           |

| Koszyk 3   |
| ---------- |
| Austria    |
| Czechy     |
| Czarnogóra |
| Słowacja   |
| Litwa      |
| Portugalia |
| Holandia   |

| Koszyk 4             |
| -------------------- |
| Bośnia i Hercegowina |
| Izrael               |
| Łotwa                |
| Szwajcaria           |
| Ukraina              |
| Turcja               |
| Finlandia            |

W wyniku transmitowanego w Internecie losowania, które przeprowadzili Julen Aguinagalde, Ivan Čupić, Petar Nenadić oraz Sławomir Szmal, wyłonionych zostało siedem grup. Mecze będą się odbywać w sześciu terminach: na przełomie października i listopada 2014 oraz w kwietniu i czerwcu 2015 roku.
| Grupa 1   |
| --------- |
| Chorwacja |
| Norwegia  |
| Holandia  |
| Turcja    |

| Grupa 2              |
| -------------------- |
| Dania                |
| Białoruś             |
| Litwa                |
| Bośnia i Hercegowina |

| Grupa 3  |
| -------- |
| Słowenia |
| Szwecja  |
| Słowacja |
| Łotwa    |

| Grupa 4    |
| ---------- |
| Serbia     |
| Islandia   |
| Czarnogóra |
| Izrael     |

| Grupa 5    |
| ---------- |
| Węgry      |
| Rosja      |
| Portugalia |
| Ukraina    |

| Grupa 6            |
| ------------------ |
| Francja            |
| Macedonia Północna |
| Czechy             |
| Szwajcaria         |

| Grupa 7   |
| --------- |
| Hiszpania |
| Niemcy    |
| Austria   |
| Finlandia |

### Grupa 1
| 29 października 201419:00 | Norwegia | 36:27(18:13) | Turcja | Braatthallen, Kristiansund Widzów: 2769 Sędzia: Bernet, Wick |
| 29 października 201419:00 |          | 36:27(18:13) |        | Braatthallen, Kristiansund Widzów: 2769 Sędzia: Bernet, Wick |

| 30 października 201418:00 | Chorwacja | 35:24(17:10) | Holandia | Sportska dvorana Gimnazije Fran Galović, Koprivnica Widzów: 2500 Sędzia: Novikov, Perepilitsy |
| 30 października 201418:00 |           | 35:24(17:10) |          | Sportska dvorana Gimnazije Fran Galović, Koprivnica Widzów: 2500 Sędzia: Novikov, Perepilitsy |

| 2 listopada 201414:00 | Holandia | 22:30(9:13) | Norwegia | Topsportcentrum, Almere Widzów: 1250 Sędzia: Fleisch, Rieber |
| 2 listopada 201414:00 |          | 22:30(9:13) |          | Topsportcentrum, Almere Widzów: 1250 Sędzia: Fleisch, Rieber |

| 2 listopada 201416:00 | Turcja | 22:32(9:16) | Chorwacja | THF Spor Salonu, Ankara Widzów: 800 Sędzia: Kurtagic, Wetterwik |
| 2 listopada 201416:00 |        | 22:32(9:16) |           | THF Spor Salonu, Ankara Widzów: 800 Sędzia: Kurtagic, Wetterwik |

| 29 kwietnia 201519:00 | Turcja | 23:30(11:14) | Holandia | THF Spor Salonu, Ankara Widzów: 500 Sędzia: Konjičanin, Konjičanin |
| 29 kwietnia 201519:00 |        | 23:30(11:14) |          | THF Spor Salonu, Ankara Widzów: 500 Sędzia: Konjičanin, Konjičanin |

| 29 kwietnia 201519:10 | Norwegia | 27:26(17:13) | Chorwacja | DNB Arena, Stavanger Widzów: 4750 Sędzia: Marín, García |
| 29 kwietnia 201519:10 |          | 27:26(17:13) |           | DNB Arena, Stavanger Widzów: 4750 Sędzia: Marín, García |

| 3 maja 201514:00 | Holandia | 31:21(13:9) | Turcja | Topsportcentrum, Almere Widzów: 2000 Sędzia: Vešović, Mitrović |
| 3 maja 201514:00 |          | 31:21(13:9) |        | Topsportcentrum, Almere Widzów: 2000 Sędzia: Vešović, Mitrović |

| 3 maja 201517:15 | Chorwacja | 31:25(16:17) | Norwegia | Varaždin Arena, Varaždin Widzów: 5000 Sędzia: Dinu, Din |
| 3 maja 201517:15 |           | 31:25(16:17) |          | Varaždin Arena, Varaždin Widzów: 5000 Sędzia: Dinu, Din |

| 10 czerwca 201519:00 | Turcja | 22:26(10:12) | Norwegia | THF Spor Salonu, Ankara Widzów: 500 Sędzia: Covalciuc, Covalciuc |
| 10 czerwca 201519:00 |        | 22:26(10:12) |          | THF Spor Salonu, Ankara Widzów: 500 Sędzia: Covalciuc, Covalciuc |

| 10 czerwca 201520:00 | Holandia | 24:27(12:14) | Chorwacja | XL Sittard, Sittard Widzów: 2200 Sędzia: Dobrovits, Tájok |
| 10 czerwca 201520:00 |          | 24:27(12:14) |           | XL Sittard, Sittard Widzów: 2200 Sędzia: Dobrovits, Tájok |

| 14 czerwca 201517:17 | Chorwacja | 40:26(21:13) | Turcja | Školska sportska dvorana, Umag Widzów: 1200 Sędzia: Argyridis, Mouttas |
| 14 czerwca 201517:17 |           | 40:26(21:13) |        | Školska sportska dvorana, Umag Widzów: 1200 Sędzia: Argyridis, Mouttas |

| 14 czerwca 201518:15 | Norwegia | 38:24(19:11) | Holandia | Trondheim Spektrum, Trondheim Widzów: 3151 Sędzia: Leszczynski, Piechota |
| 14 czerwca 201518:15 |          | 38:24(19:11) |          | Trondheim Spektrum, Trondheim Widzów: 3151 Sędzia: Leszczynski, Piechota |

### Grupa 2
| 29 października 201416:30 | Białoruś | 25:25(12:13) | Bośnia i Hercegowina | Chizhovka-Arena, Mińsk Widzów: 5600 Sędzia: Horáček, Novotný |
| 29 października 201416:30 |          | 25:25(12:13) |                      | Chizhovka-Arena, Mińsk Widzów: 5600 Sędzia: Horáček, Novotný |

| 30 października 201420:15 | Dania | 31:21(16:8) | Litwa | Brøndby Hallen, Brøndby Widzów: 4016 Sędzia: Lah, Sok |
| 30 października 201420:15 |       | 31:21(16:8) |       | Brøndby Hallen, Brøndby Widzów: 4016 Sędzia: Lah, Sok |

| 2 listopada 201416:00 | Litwa | 28:30(13:13) | Białoruś | Szawle Arena, Szawle Widzów: 500 Sędzia: Johansson, Kliko |
| 2 listopada 201416:00 |       | 28:30(13:13) |          | Szawle Arena, Szawle Widzów: 500 Sędzia: Johansson, Kliko |

| 2 listopada 201420:15 | Bośnia i Hercegowina | 23:25(11:12) | Dania | KSPC „Mejdan”, Tuzla Widzów: 5000 Sędzia: Santos, Fonseca |
| 2 listopada 201420:15 |                      | 23:25(11:12) |       | KSPC „Mejdan”, Tuzla Widzów: 5000 Sędzia: Santos, Fonseca |

| 30 kwietnia 201519:00 | Białoruś | 27:36(12:17) | Dania | Chizhovka-Arena, Mińsk Widzów: 6500 Sędzia: Pavićević, Ražnatović |
| 30 kwietnia 201519:00 |          | 27:36(12:17) |       | Chizhovka-Arena, Mińsk Widzów: 6500 Sędzia: Pavićević, Ražnatović |

| 30 kwietnia 201520:15 | Bośnia i Hercegowina | 26:23(13:10) | Litwa | Sportska dvorana, Cazin Widzów: 2000 Sędzia: Harabagiu, Stănescu |
| 30 kwietnia 201520:15 |                      | 26:23(13:10) |       | Sportska dvorana, Cazin Widzów: 2000 Sędzia: Harabagiu, Stănescu |

| 2 maja 201520:15 | Dania | 32:23(18:11) | Białoruś | NRGi Arena, Aarhus Widzów: 4959 Sędzia: Kurtagic, Wetterwik |
| 2 maja 201520:15 |       | 32:23(18:11) |          | NRGi Arena, Aarhus Widzów: 4959 Sędzia: Kurtagic, Wetterwik |

| 3 maja 201517:00 | Litwa | 19:15(10:7) | Bośnia i Hercegowina | Kauno sporto halė, Kowno Widzów: 1000 Sędzia: Tzaferopoulos, Bethmann |
| 3 maja 201517:00 |       | 19:15(10:7) |                      | Kauno sporto halė, Kowno Widzów: 1000 Sędzia: Tzaferopoulos, Bethmann |

| 10 czerwca 201519:00 | Litwa | 26:31(13:18) | Dania | Kauno sporto halė, Kowno Widzów: 1400 Sędzia: Gasmi, Gasmi |
| 10 czerwca 201519:00 |       | 26:31(13:18) |       | Kauno sporto halė, Kowno Widzów: 1400 Sędzia: Gasmi, Gasmi |

| 11 czerwca 201520:15 | Bośnia i Hercegowina | 22:22(14:12) | Białoruś | Gradska Arena, Zenica Widzów: 6000 Sędzia: Brunovský, Čanda |
| 11 czerwca 201520:15 |                      | 22:22(14:12) |          | Gradska Arena, Zenica Widzów: 6000 Sędzia: Brunovský, Čanda |

| 14 czerwca 201516:00 | Białoruś | 31:24(15:10) | Litwa | Miński Pałac Sportu, Mińsk Widzów: 3310 Sędzia: Aleksandar Pandžić, Ivan Mošorinski |
| 14 czerwca 201516:00 |          | 31:24(15:10) |       | Miński Pałac Sportu, Mińsk Widzów: 3310 Sędzia: Aleksandar Pandžić, Ivan Mošorinski |

| 14 czerwca 201520:15 | Dania | 26:25(13:14) | Bośnia i Hercegowina | Brøndby Hallen, Brøndby Widzów: 4467 Sędzia: Hansen, Pettersen |
| 14 czerwca 201520:15 |       | 26:25(13:14) |                      | Brøndby Hallen, Brøndby Widzów: 4467 Sędzia: Hansen, Pettersen |

### Grupa 3
| 29 października 201420:30 | Słowenia | 31:25(15:12) | Słowacja | Športna dvorana Bonifika, Koper Widzów: 2200 Sędzia: Geipel, Helbig |
| 29 października 201420:30 |          | 31:25(15:12) |          | Športna dvorana Bonifika, Koper Widzów: 2200 Sędzia: Geipel, Helbig |

| 30 października 201417:15 | Szwecja | 33:23(18:8) | Łotwa | Rosvalla, Nyköping Widzów: 3000 Sędzia: Sasa Pandžić, Boris Šatordžija |
| 30 października 201417:15 |         | 33:23(18:8) |       | Rosvalla, Nyköping Widzów: 3000 Sędzia: Sasa Pandžić, Boris Šatordžija |

| 1 listopada 201417:05 | Łotwa | 28:39(13:21) | Słowenia | Dobeles sporta centrā, Dobele Widzów: 1150 Sędzia: Andorka, Hucker |
| 1 listopada 201417:05 |       | 28:39(13:21) |          | Dobeles sporta centrā, Dobele Widzów: 1150 Sędzia: Andorka, Hucker |

| 1 listopada 201418:00 | Słowacja | 23:33(15:16) | Szwecja | HANT aréna, Bratysława Widzów: 2500 Sędzia: Raluy, Sabroso |
| 1 listopada 201418:00 |          | 23:33(15:16) |         | HANT aréna, Bratysława Widzów: 2500 Sędzia: Raluy, Sabroso |

| 29 kwietnia 201519:15 | Szwecja | 28:24(18:10) | Słowenia | Vida Arena, Växjö Widzów: 4512 Sędzia: Gatelis, Mažeik |
| 29 kwietnia 201519:15 |         | 28:24(18:10) |          | Vida Arena, Växjö Widzów: 4512 Sędzia: Gatelis, Mažeik |

| 29 kwietnia 201519:35 | Łotwa | 25:18(11:7) | Słowacja | Dobeles sporta centrā, Dobele Widzów: 900 Sędzia: Hansen, Pettersen |
| 29 kwietnia 201519:35 |       | 25:18(11:7) |          | Dobeles sporta centrā, Dobele Widzów: 900 Sędzia: Hansen, Pettersen |

| 2 maja 201518:00 | Słowacja | 22:23(16:10) | Łotwa | Športová hala, Hlohovec Widzów: 1500 Sędzia: Leandersson, Lindroos |
| 2 maja 201518:00 |          | 22:23(16:10) |       | Športová hala, Hlohovec Widzów: 1500 Sędzia: Leandersson, Lindroos |

| 3 maja 201517:30 | Słowenia | 28:28(13:16) | Szwecja | Dvorana Zlatorog, Celje Widzów: 3500 Sędzia: Dentz, Reibel |
| 3 maja 201517:30 |          | 28:28(13:16) |         | Dvorana Zlatorog, Celje Widzów: 3500 Sędzia: Dentz, Reibel |

| 10 czerwca 201517:00 | Słowacja | 20:26(10:13) | Słowenia | Mestská športová hala, Preszów Widzów: 1450 Sędzia: Stark, Stefan |
| 10 czerwca 201517:00 |          | 20:26(10:13) |          | Mestská športová hala, Preszów Widzów: 1450 Sędzia: Stark, Stefan |

| 10 czerwca 201519:35 | Łotwa | 14:33(8:16) | Szwecja | Dobeles sporta centrā, Dobele Widzów: 600 Sędzia: Katsikis, Michailidis |
| 10 czerwca 201519:35 |       | 14:33(8:16) |         | Dobeles sporta centrā, Dobele Widzów: 600 Sędzia: Katsikis, Michailidis |

| 13 czerwca 201518:30 | Słowenia | 37:20(18:11) | Łotwa | Rdeča dvorana, Velenje Widzów: 1200 Sędzia: Tzaferopoulos, Bethmann |
| 13 czerwca 201518:30 |          | 37:20(18:11) |       | Rdeča dvorana, Velenje Widzów: 1200 Sędzia: Tzaferopoulos, Bethmann |

| 14 czerwca 201516:15 | Szwecja | 27:22(16:10) | Słowacja | Hovet, Sztokholm Widzów: 7000 Sędzia: Buache, Meyer |
| 14 czerwca 201516:15 |         | 27:22(16:10) |          | Hovet, Sztokholm Widzów: 7000 Sędzia: Buache, Meyer |

### Grupa 4
| 29 października 201419:30 | Islandia | 36:19(14:9) | Izrael | Laugardalshöllin, Reykjavík Widzów: 1950 Sędzia: Buache, Meyer |
| 29 października 201419:30 |          | 36:19(14:9) |        | Laugardalshöllin, Reykjavík Widzów: 1950 Sędzia: Buache, Meyer |

| 29 października 201420:00 | Serbia | 25:21(10:9) | Czarnogóra | Hala Pionir, Belgrad Widzów: 7000 Sędzia: Dinu, Din |
| 29 października 201420:00 |        | 25:21(10:9) |            | Hala Pionir, Belgrad Widzów: 7000 Sędzia: Dinu, Din |

| 2 listopada 201418:00 | Czarnogóra | 25:24(14:12) | Islandia | Sportska Dvorana Topolica, Bar Widzów: 2234 Sędzia: Dentz, Reibel |
| 2 listopada 201418:00 |            | 25:24(14:12) |          | Sportska Dvorana Topolica, Bar Widzów: 2234 Sędzia: Dentz, Reibel |

| 2 listopada 201419:45 | Izrael | 22:26(10:13) | Serbia | Maccabi House Arena, Riszon le-Cijjon Widzów: 1050 Sędzia: Gousko, Repkin |
| 2 listopada 201419:45 |        | 22:26(10:13) |        | Maccabi House Arena, Riszon le-Cijjon Widzów: 1050 Sędzia: Gousko, Repkin |

| 29 kwietnia 201519:30 | Islandia | 38:22(16:10) | Serbia | Laugardalshöllin, Reykjavík Widzów: 2200 Sędzia: Geipel, Helbig |
| 29 kwietnia 201519:30 |          | 38:22(16:10) |        | Laugardalshöllin, Reykjavík Widzów: 2200 Sędzia: Geipel, Helbig |

| 30 kwietnia 201519:45 | Izrael | 19:22(9:9) | Czarnogóra | Drive in Arena, Tel Awiw-Jafa Widzów: 1500 Sędzia: Togstad, Kristiansen |
| 30 kwietnia 201519:45 |        | 19:22(9:9) |            | Drive in Arena, Tel Awiw-Jafa Widzów: 1500 Sędzia: Togstad, Kristiansen |

| 3 maja 201519:00 | Serbia | 25:25(13:11) | Islandia | Čair Sports Center, Nisz Widzów: 5600 Sędzia: Stoļarovs, Līcis |
| 3 maja 201519:00 |        | 25:25(13:11) |          | Čair Sports Center, Nisz Widzów: 5600 Sędzia: Stoļarovs, Līcis |

| 3 maja 201520:00 | Czarnogóra | 33:27(16:13) | Izrael | Sportska Dvorana Topolica, Bar Widzów: 2500 Sędzia: Brkic, Jusufhodzic |
| 3 maja 201520:00 |            | 33:27(16:13) |        | Sportska Dvorana Topolica, Bar Widzów: 2500 Sędzia: Brkic, Jusufhodzic |

| 10 czerwca 201519:45 | Izrael | 24:34(12:17) | Islandia | Drive in Arena, Tel Awiw-Jafa Widzów: 1200 Sędzia: Nikolov, Nachevski |
| 10 czerwca 201519:45 |        | 24:34(12:17) |          | Drive in Arena, Tel Awiw-Jafa Widzów: 1200 Sędzia: Nikolov, Nachevski |

| 10 czerwca 201520:00 | Czarnogóra | 23:23(11:14) | Serbia | Sportska Dvorana Topolica, Bar Widzów: 2500 Sędzia: Togstad, Kristiansen |
| 10 czerwca 201520:00 |            | 23:23(11:14) |        | Sportska Dvorana Topolica, Bar Widzów: 2500 Sędzia: Togstad, Kristiansen |

| 14 czerwca 201517:00 | Islandia | 34:22(19:11) | Czarnogóra | Laugardalshöllin, Reykjavík Widzów: 2050 Sędzia: Horáček, Novotný |
| 14 czerwca 201517:00 |          | 34:22(19:11) |            | Laugardalshöllin, Reykjavík Widzów: 2050 Sędzia: Horáček, Novotný |

| 14 czerwca 201518:30 | Serbia | 32:23(19:12) | Izrael | Hala sportova, Kraljevo Widzów: 3000 Sędzia: Cvetko, Kavalar |
| 14 czerwca 201518:30 |        | 32:23(19:12) |        | Hala sportova, Kraljevo Widzów: 3000 Sędzia: Cvetko, Kavalar |

### Grupa 5
| 29 października 201420:30 | Węgry | 31:30(19:15) | Portugalia | Generali aréna, Miszkolc Widzów: 2000 Sędzia: Baďura, Ondogrecula |
| 29 października 201420:30 |       | 31:30(19:15) |            | Generali aréna, Miszkolc Widzów: 2000 Sędzia: Baďura, Ondogrecula |

| 2 listopada 201416:00 | Portugalia | 29:34(12:18) | Rosja | Pavilhão Municipal, Vila Nova de Gaia Widzów: 2000 Sędzia: Nikolov, Nachevski |
| 2 listopada 201416:00 |            | 29:34(12:18) |       | Pavilhão Municipal, Vila Nova de Gaia Widzów: 2000 Sędzia: Nikolov, Nachevski |

| 2 listopada 201418:00 | Ukraina | 20:33(9:15) | Węgry | Pałac Sportu, Kijów Widzów: 2000 Sędzia: Gjeding, Hansen |
| 2 listopada 201418:00 |         | 20:33(9:15) |       | Pałac Sportu, Kijów Widzów: 2000 Sędzia: Gjeding, Hansen |

| 30 kwietnia 201518:00 | Ukraina | 26:32(12:17) | Portugalia | TRC-Terminal, Browary Widzów: 1120 Sędzia: Leszczynski, Piechota |
| 30 kwietnia 201518:00 |         | 26:32(12:17) |            | TRC-Terminal, Browary Widzów: 1120 Sędzia: Leszczynski, Piechota |

| 30 kwietnia 201519:00 | Rosja | 23:27(8:15) | Węgry | Olimpijskij, Czechow Widzów: 1800 Sędzia: Krstić, Ljubić |
| 30 kwietnia 201519:00 |       | 23:27(8:15) |       | Olimpijskij, Czechow Widzów: 1800 Sędzia: Krstić, Ljubić |

| 2 maja 201516:10 | Węgry | 29:25(15:11) | Rosja | Veszprém Aréna, Veszprém Widzów: 3215 Sędzia: Fleisch, Rieber |
| 2 maja 201516:10 |       | 29:25(15:11) |       | Veszprém Aréna, Veszprém Widzów: 3215 Sędzia: Fleisch, Rieber |

| 3 maja 201516:05 | Portugalia | 34:24(19:12) | Ukraina | Pavilhão Municipal, Vila Nova de Gaia Widzów: 1500 Sędzia: Johansson, Kliko |
| 3 maja 201516:05 |            | 34:24(19:12) |         | Pavilhão Municipal, Vila Nova de Gaia Widzów: 1500 Sędzia: Johansson, Kliko |

| 10 czerwca 201518:00 | Rosja | 27:22(15:10) | Ukraina | Miński Pałac Sportu, Mińsk Widzów: 3300 Sędzia: Gubica, Milošević |
| 10 czerwca 201518:00 |       | 27:22(15:10) |         | Miński Pałac Sportu, Mińsk Widzów: 3300 Sędzia: Gubica, Milošević |

| 10 czerwca 201520:15 | Portugalia | 25:26(15:12) | Węgry | Pavilhão Municipal, Santo Tirso Widzów: 2000 Sędzia: Gousko, Repkin |
| 10 czerwca 201520:15 |            | 25:26(15:12) |       | Pavilhão Municipal, Santo Tirso Widzów: 2000 Sędzia: Gousko, Repkin |

| 11 czerwca 201519:00 | Ukraina | 28:30(14:16) | Rosja | Miński Pałac Sportu, Mińsk Widzów: 3000 Sędzia: Gubica, Milošević |
| 11 czerwca 201519:00 |         | 28:30(14:16) |       | Miński Pałac Sportu, Mińsk Widzów: 3000 Sędzia: Gubica, Milošević |

| 13 czerwca 201516:00 | Węgry | 32:28(15:14) | Ukraina | Audi Aréna Győr, Győr Widzów: 2500 Sędzia: Skruzny, Kavulic |
| 13 czerwca 201516:00 |       | 32:28(15:14) |         | Audi Aréna Győr, Győr Widzów: 2500 Sędzia: Skruzny, Kavulic |

| 14 czerwca 201516:00 | Rosja | 35:33(15:16) | Portugalia | Uniwersalny Kompleks Sportowy CSKA, Moskwa Widzów: 1000 Sędzia: Nikolić, Stojković |
| 14 czerwca 201516:00 |       | 35:33(15:16) |            | Uniwersalny Kompleks Sportowy CSKA, Moskwa Widzów: 1000 Sędzia: Nikolić, Stojković |

### Grupa 6
| 29 października 201417:45 | Macedonia Północna | 27:20(12:8) | Szwajcaria | Centrum sportowe „Boris Trajkowski”, Skopje Widzów: 4500 Sędzia: Gatelis, Mažeika |
| 29 października 201417:45 |                    | 27:20(12:8) |            | Centrum sportowe „Boris Trajkowski”, Skopje Widzów: 4500 Sędzia: Gatelis, Mažeika |

| 30 października 201419:30 | Francja | 41:25(20:12) | Czechy | Le Phare, Chambéry Widzów: 4400 Sędzia: Stark, Stefan |
| 30 października 201419:30 |         | 41:25(20:12) |        | Le Phare, Chambéry Widzów: 4400 Sędzia: Stark, Stefan |

| 2 listopada 201413:30 | Czechy | 27:27(18:11) | Macedonia Północna | Sportovní hala Novesta, Zlin Widzów: 2000 Sędzia: Togstad, Kristiansen |
| 2 listopada 201413:30 |        | 27:27(18:11) |                    | Sportovní hala Novesta, Zlin Widzów: 2000 Sędzia: Togstad, Kristiansen |

| 2 listopada 201414:30 | Szwajcaria | 24:33(11:15) | Francja | St. Jakobshalle, Bazylea Widzów: 6700 Sędzia: Gubica, Milošević |
| 2 listopada 201414:30 |            | 24:33(11:15) |         | St. Jakobshalle, Bazylea Widzów: 6700 Sędzia: Gubica, Milošević |

| 29 kwietnia 201520:00 | Szwajcaria | 26:30(12:14) | Czechy | BBC Arena, Szafuza Widzów: 1500 Sędzia: Santos, Fonseca |
| 29 kwietnia 201520:00 |            | 26:30(12:14) |        | BBC Arena, Szafuza Widzów: 1500 Sędzia: Santos, Fonseca |

| 29 kwietnia 201520:15 | Macedonia Północna | 25:27(13:15) | Francja | Centrum sportowe „Boris Trajkowski”, Skopje Widzów: 6800 Sędzia: Horváth, Márton |
| 29 kwietnia 201520:15 |                    | 25:27(13:15) |         | Centrum sportowe „Boris Trajkowski”, Skopje Widzów: 6800 Sędzia: Horváth, Márton |

| 2 maja 201517:00 | Czechy | 29:25(15:13) | Szwajcaria | Sportovní hala města Plzně, Pilzno Widzów: 795 Sędzia: Erdoğan, Özdeniz |
| 2 maja 201517:00 |        | 29:25(15:13) |            | Sportovní hala města Plzně, Pilzno Widzów: 795 Sędzia: Erdoğan, Özdeniz |

| 3 maja 201517:05 | Francja | 35:24(17:10) | Macedonia Północna | Palais des sports André-Brouat, Tuluza Widzów: 4226 Sędzia: Caçador, Nicolau |
| 3 maja 201517:05 |         | 35:24(17:10) |                    | Palais des sports André-Brouat, Tuluza Widzów: 4226 Sędzia: Caçador, Nicolau |

| 10 czerwca 201518:10 | Czechy | 24:34(10:16) | Francja | Městská sportovní hala Vodova, Brno Widzów: 3000 Sędzia: Schulze, Tönnies |
| 10 czerwca 201518:10 |        | 24:34(10:16) |         | Městská sportovní hala Vodova, Brno Widzów: 3000 Sędzia: Schulze, Tönnies |

| 10 czerwca 201520:00 | Szwajcaria | 17:26(8:15) | Macedonia Północna | Sporthalle Kreuzbleiche, Sankt Gallen Widzów: 2337 Sędzia: Zotin, Volodkov |
| 10 czerwca 201520:00 |            | 17:26(8:15) |                    | Sporthalle Kreuzbleiche, Sankt Gallen Widzów: 2337 Sędzia: Zotin, Volodkov |

| 13 czerwca 201515:15 | Francja | 31:23(19:9) | Szwajcaria | Maison des Sports, Clermont-Ferrand Widzów: 4700 Sędzia: Cohen, Peretz |
| 13 czerwca 201515:15 |         | 31:23(19:9) |            | Maison des Sports, Clermont-Ferrand Widzów: 4700 Sędzia: Cohen, Peretz |

| 14 czerwca 201517:45 | Macedonia Północna | 32:28(15:12) | Czechy | Centrum sportowe „Boris Trajkowski”, Skopje Widzów: 6963 Sędzia: Dinu, Din |
| 14 czerwca 201517:45 |                    | 32:28(15:12) |        | Centrum sportowe „Boris Trajkowski”, Skopje Widzów: 6963 Sędzia: Dinu, Din |

### Grupa 7
| 29 października 201420:15 | Niemcy | 30:18(19:8) | Finlandia | Schwalbe Arena, Gummersbach Widzów: 4141 Sędzia: Vešović, Mitrović |
| 29 października 201420:15 |        | 30:18(19:8) |           | Schwalbe Arena, Gummersbach Widzów: 4141 Sędzia: Vešović, Mitrović |

| 29 października 201420:30 | Hiszpania | 27:16(12:8) | Austria | Pabellón Municipal „O Gatañal”, Pontevedra Widzów: 1800 Sędzia: Pichon, Reveret |
| 29 października 201420:30 |           | 27:16(12:8) |         | Pabellón Municipal „O Gatañal”, Pontevedra Widzów: 1800 Sędzia: Pichon, Reveret |

| 1 listopada 201417:05 | Finlandia | 27:34(15:17) | Hiszpania | Energia Areena, Vantaa Widzów: 2200 Sędzia: Herczeg, Südi |
| 1 listopada 201417:05 |           | 27:34(15:17) |           | Energia Areena, Vantaa Widzów: 2200 Sędzia: Herczeg, Südi |

| 2 listopada 201418:00 | Austria | 24:28(11:12) | Niemcy | Albert-Schultz-Eishalle, Wiedeń Widzów: 6000 Sędzia: Nikolić, Stojković |
| 2 listopada 201418:00 |         | 24:28(11:12) |        | Albert-Schultz-Eishalle, Wiedeń Widzów: 6000 Sędzia: Nikolić, Stojković |

| 29 kwietnia 201518:10 | Niemcy | 29:28(17:15) | Hiszpania | SAP Arena, Mannheim Widzów: 11 895 Sędzia: Gubica, Milošević |
| 29 kwietnia 201518:10 |        | 29:28(17:15) |           | SAP Arena, Mannheim Widzów: 11 895 Sędzia: Gubica, Milošević |

| 29 kwietnia 201518:30 | Finlandia | 23:26(12:11) | Austria | Energia Areena, Vantaa Widzów: 1500 Sędzia: Baranowski, Lemanowicz |
| 29 kwietnia 201518:30 |           | 23:26(12:11) |         | Energia Areena, Vantaa Widzów: 1500 Sędzia: Baranowski, Lemanowicz |

| 2 maja 201520:25 | Austria | 29:22(14:14) | Finlandia | Handball-Arena Rieden/Vorkloster, Bregencja Widzów: 2000 Sędzia: Covalciuc, Covalciuc |
| 2 maja 201520:25 |         | 29:22(14:14) |           | Handball-Arena Rieden/Vorkloster, Bregencja Widzów: 2000 Sędzia: Covalciuc, Covalciuc |

| 3 maja 201517:00 | Hiszpania | 26:20(11:8) | Niemcy | Palacio de los Deportes de León, León Widzów: 4500 Sędzia: Gjeding, Hansen |
| 3 maja 201517:00 |           | 26:20(11:8) |        | Palacio de los Deportes de León, León Widzów: 4500 Sędzia: Gjeding, Hansen |

| 10 czerwca 201519:00 | Finlandia | 20:34(8:16) | Niemcy | Energia Areena, Vantaa Widzów: 1300 Sędzia: Baďura, Ondogrecula |
| 10 czerwca 201519:00 |           | 20:34(8:16) |        | Energia Areena, Vantaa Widzów: 1300 Sędzia: Baďura, Ondogrecula |

| 10 czerwca 201520:25 | Austria | 24:30(12:16) | Hiszpania | Olympiahalle, Innsbruck Widzów: 3500 Sędzia: Gatelis, Mažeika |
| 10 czerwca 201520:25 |         | 24:30(12:16) |           | Olympiahalle, Innsbruck Widzów: 3500 Sędzia: Gatelis, Mažeika |

| 13 czerwca 201518:30 | Hiszpania | 39:16(21:9) | Finlandia | Palacio de los Deportes de La Rioja, Logroño Widzów: 2200 Sędzia: Panayides, Andreou |
| 13 czerwca 201518:30 |           | 39:16(21:9) |           | Palacio de los Deportes de La Rioja, Logroño Widzów: 2200 Sędzia: Panayides, Andreou |

| 14 czerwca 201515:15 | Niemcy | 31:29(14:13) | Austria | Sparkassen-Arena, Kilonia Widzów: 8074 Sędzia: Kurtagic, Wetterwik |
| 14 czerwca 201515:15 |        | 31:29(14:13) |         | Sparkassen-Arena, Kilonia Widzów: 8074 Sędzia: Kurtagic, Wetterwik |

### Tabela drużyn z trzecich miejsc
Bilans spotkań obejmował starcia z czołowymi dwoma zespołami w danej grupie.